# Sylvie Hülsemannová
Sylvie Gutensteinová-Hülsemannová (* 8. září 1944 Lucemburk) je bývalá lucemburská závodnice na vodních lyžích. Jejím otcem byl výtvarník Félix Hülsemann.
S vodními lyžemi se poprvé seznámila v sedmi letech v Locarnu a pak trénovala doma na řece Mosele. První mezinárodní soutěže se zúčastnila roku 1957 v Juan-les-Pins. Její reprezentační kariéra skončila v roce 1979, za tu dobu vyhrála devadesát závodů. Zúčastnila se osmkrát mistrovství světa ve vodním lyžování, na svém prvním šampionátu v roce 1961 v Long Beach získala zlatou medaili v trikové soutěži i v celkovém hodnocení. Třikrát se stala mistryní Evropy v kombinaci (1961, 1966 a 1968) a devětkrát v jednotlivých disciplínách. Zúčastnila se Letních olympijských her 1972 v Mnichově, kde bylo vodní lyžování ukázkovým sportem. V olympijské soutěži trikových figur obsadila čtvrté místo.
V letech 1961, 1966 a 1968 byla zvolena lucemburskou sportovkyní roku. Mezinárodní federace vodního lyžování ji v roce 1997 zařadila do své síně slávy.
Po ukončení kariéry vystudovala sportovní vědu a provdala se za Angličana Petera Gutensteina, s nímž má dvě děti a čtyři vnoučata.